# فولتورارا أبولا
فولتورارا أبولا (بالإيطالية: Volturara Appula)‏ هي بلدية في مقاطعة فودجا في إقليم بوليا الإيطالي.

## السكان
في سنة 1861 بلغ عدد السكان 2٬791 نسمة، وتطور العدد ليصل في سنة 2011 لـ 481 نسمة.
يظهر هذا المخطط البياني تطور النمو السكاني لـ فولتورارا أبولا

## أعلام
- جوزيبي كونتي